# Прато Карнико
Пра̀то Ка̀рнико (на италиански: Prato Carnico; на фриулски: Prât, Прат) е община в Северна Италия, провинция Удине, автономен регион Фриули-Венеция Джулия. Разположено е на 686 m надморска височина. Населението на общината е 958 души (към 2010 г.).
Административен център на общината е село Пиерия (Pieria).